# Penitentes (glaciología)

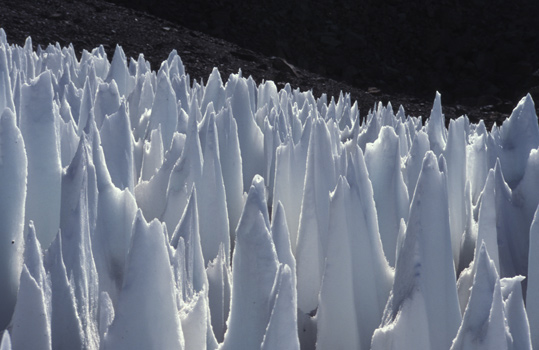
Campo de penitentes en el alto río Blanco, Andes Centrales (Argentina). Las hojas tienen entre 1,5 y 2 m de altura, ligeramente inclinadas hacia el norte, o más exactamente alrededor de 11°, la posición aproximada del sol al mediodía en esa latitud y época del año.

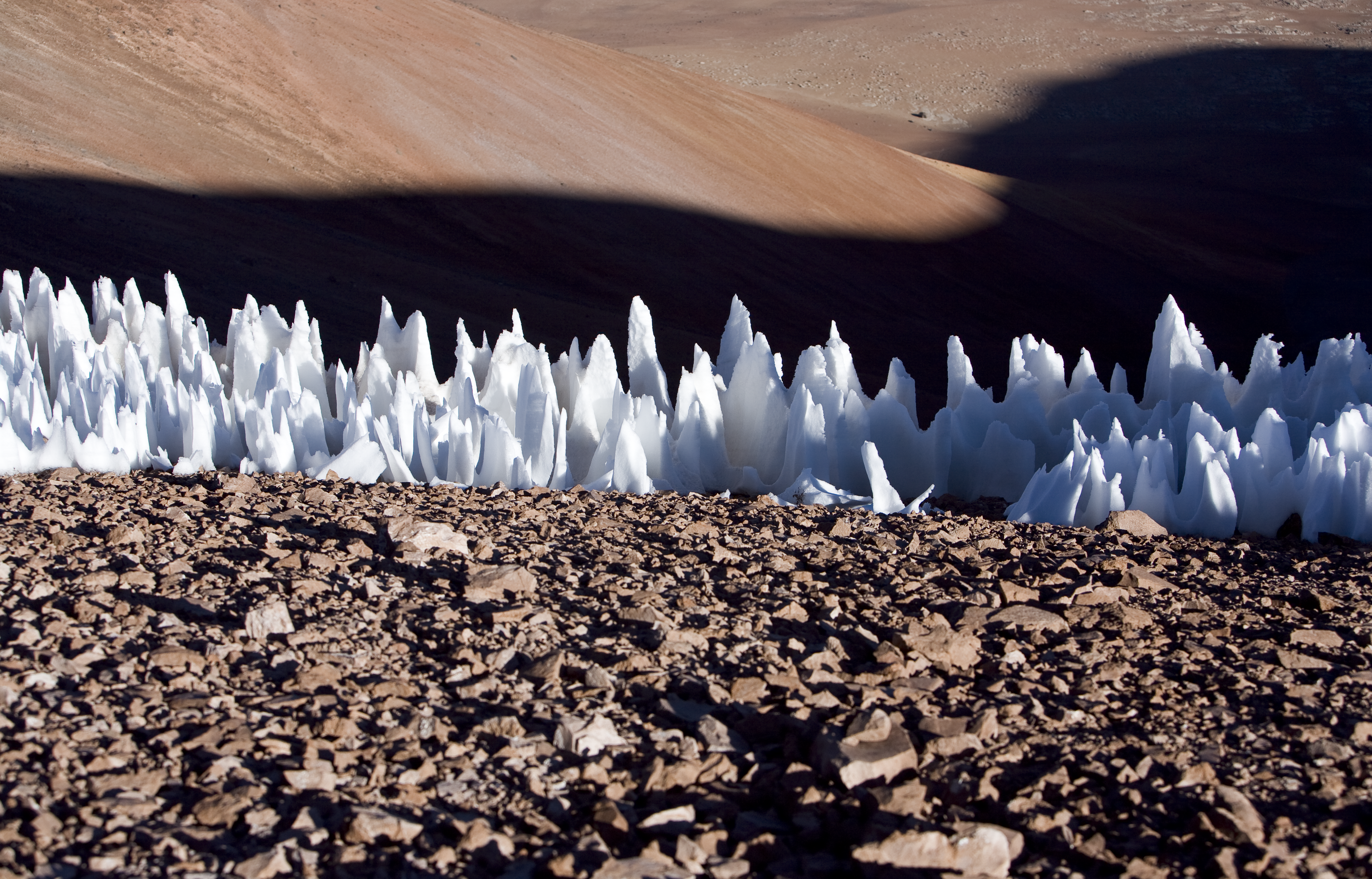
formaciones de penitentes, en el extremo sur de la meseta de Chajnantor en Chile.

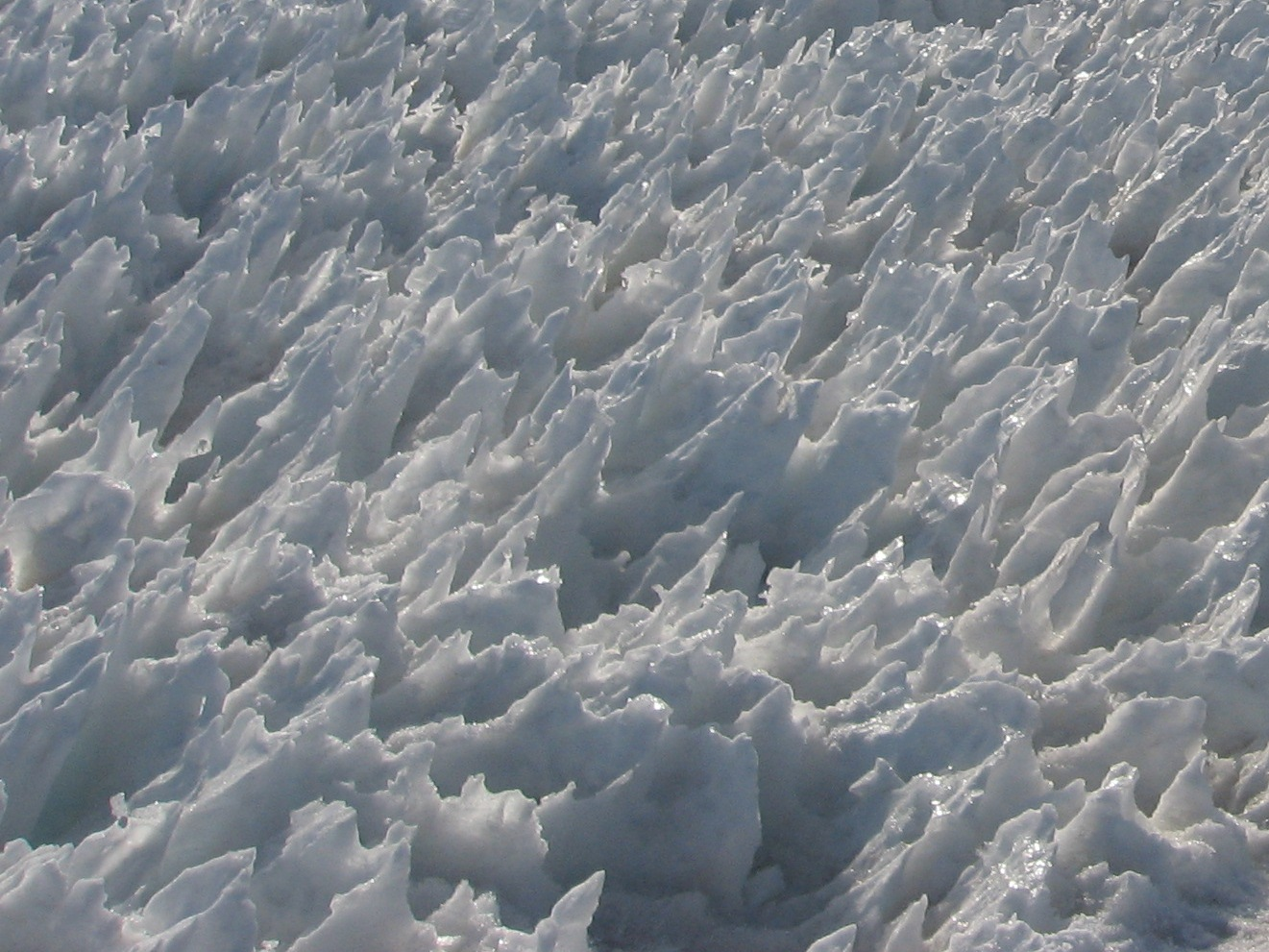
Pequeños penitentes (unos 50 cm) en la cumbre del cráter del monte Rainier.

Los penitentes o nieves penitentes, son una formación de nieve que se encuentra a gran altitud y que se asemeja a los penitentes de las procesiones católicas. Toman la forma de delgadas y altas cuchillas de nieve o hielo endurecido que están muy próximas entre sí, con las aspas orientadas en la dirección general del sol. Estos pináculos de nieve o hielo crecen sobre todo en áreas cubiertas por glaciares y nieve en los Andes Secos, por encima de los 4.000 m. Varían en tamaño desde unos pocos centímetros a más de cinco metros.

## Primera descripción
Los penitentes fueron descritos por primera vez en la literatura por Charles Darwin en 1839.[cita requerida] El 22 de marzo de 1835, tuvo que apretar su paso por los campos de nieve cubiertos de penitentes cerca del paso Piuquenes, en el camino desde Santiago de Chile a la ciudad argentina de Mendoza, e informó de la creencia local (que se mantiene hasta la actualidad) que se formaron por los fuertes vientos de los Andes.

## Formación
El glaciólogo chileno-francés Louis Lliboutry observó que la condición climática clave para la ablación diferencial que conduce a la formación de penitentes es que el punto de rocío esté siempre por debajo de cero, lo que provoca que la nieve se sublime (ya que la sublimación requiere una mayor energía que la fusión). Una vez que inicia el proceso de ablación diferencial, la geometría de la superficie que rodea al penitente produce un mecanismo de retroalimentación positiva, quedando  la radiación atrapada por las reflexiones múltiples entre las paredes. Los huecos se convierten casi en un cuerpo negro para la radiación que, cuando disminuye el viento, lleva a la saturación del aire, aumentando la temperatura del punto de rocío y el inicio de la fusión. Así se forman los picos, en los que la pérdida de masa es sólo debida a la sublimación, que permanecerá, así como las paredes escarpadas, que interceptan sólo un mínimo de radiación solar. En los hoyos la ablación aumenta provocando una profundización de los penitentes. Un modelo matemático del proceso ha sido desarrollado por Betterton, aunque los procesos físicos en la fase inicial de crecimiento del penitente, desde la nieve granular a los micropenitentes, aún no están claros. El efecto de los penitentes sobre el balance energético de la superficie de la nieve, y por lo tanto su efecto sobre el derretimiento de la nieve y los recursos hídricos, han sido descritas por Corripio
 y Corripio y Purves.